# Polardreieck

Figur 1. Sphärisches Dreieck (blau) mit zugehörigem Polardreieck (rot).

Ein sphärisches Dreieck hat ein aus ihm hervorgehendes Polardreieck, dessen Ecken die sogenannten Pole der Dreiecksseiten sind. Aus ihm lassen sich verschiedene Verwandtschaften herleiten, wie z. B. der Winkel-Kosinussatz aus dem (üblichen) Seiten-Kosinussatz.
Unter einem Pol eines Großkreises versteht man die beiden Schnittpunkte der Kreisachse mit der Trägerkugel.
Der Name „Polardreieck“ orientiert sich an der Namensgebung auf der Erdkugel: die beiden Pole des Äquators – der einem Großkreis in besonderer Lage entspricht – sind der Nord- und Südpol.
Dem Schnittwinkel α zweier Großkreise kann ein Polarbogen zugeordnet werden, indem man die „äußeren“ Pole der beiden Großkreise durch einen Großkreisbogen a* verbindet. Führt man diese für alle 3 Winkel durch, so entspricht jedem originalen Dreieckswinkel β eine Polare b*, und umgekehrt jeder Dreiecksseite b ein Polarwinkel β, womit sich das Polardreieck definieren lässt: Es besteht aus den drei Polarbögen a*, b* und c* der drei Winkel α, β und γ.
Bei formelmäßiger Durchführung erhält man Beziehungen der Form {\displaystyle \alpha +a^{\ast }=180^{\circ }} und kann in weiterer Folge einen sphärischen Satz (z. B. den Kosinussatz der 3 Seiten a, b, c und eines Winkels) in sein Äquivalent (den Kosinussatz der 3 Winkel und einer Seite) umwandeln.